# H-III
För andra betydelser, se H-3.
H-III är en japansk rymdraket. Första uppskjutningen gjordes den 7 mars 2023. Den misslyckades då raketens andra steg inte startade. Den första lyckade uppskjutningen gjordes den 17 februari 2024.
Raketen kommer i flera varianter, från ett första steg med tre motorer, utan hjälpraketer, till ett första steg med två motorer, med upp till fyra hjälpraketer. Varianten utan hjälpraketer kommer att kunna placera 2 100 kg i geostationär omloppsbana.
Raketen kommer bland annat användas för att skjuta upp den japanska HTV-X farkosten.

## Uppskjutningar
| Flygning | Datum (UTC)               | Utförande  | Nyttolast                |
| -------- | ------------------------- | ---------- | ------------------------ |
| TF1      | 7 mars 2023 01:37:55      | Misslyckad | ALOS-3                   |
| TF2      | 17 februari 2024 00:22:55 | Lyckad     | VEP-4, CE-SAT-1E, TIRSAT |
| F3       | 1 juli 2024 03:06:42      | Lyckad     | ALOS-4                   |